# Frans Damen
Franciscus Antonius Ludovicus Maria (Frans) Damen (Soerendonk, 2 januari 1888 - Weert, 24 juni 1951) was een Nederlands politicus van de KVP. Hij was van 1920 tot 1951 burgemeester van Geleen.

## Leven en werk
Damen was de oudste zoon van Jan Damen en Anna Joosten. Zijn vader was burgemeester van Soerendonk, zijn moeder was afkomstig uit Maastricht. Damen bezocht de Latijnse School van de Paters Franciscanen te Megen bij Oss, waarna hij zich ging toeleggen op gemeenteadministratie. Hiervoor liep hij stage op enkele secretarieën in zijn geboortestreek waaronder in Eersel. Vervolgens werd hij aangesteld als secretaris in de gemeente Maarheeze en was hij enige tijd directeur van de gemeenteontginningen in de Kempen.
Op 27-jarige leeftijd werd hij op 17 oktober 1915 tot burgemeester benoemd van de gemeente Nederweert, een agrarische Limburgse gemeente met circa 6.000 inwoners en met een relatief groot oppervlak. Hij werd door het Provinciale Bestuur van Limburg gevraagd om de distributieaangelegenheden in de provincie in goede banen te leiden. Hij werd ook lid van de Provinciale Rogge Commissie die moest toezien op de handel in rogge en clandestiene praktijken hierbij moest tegengaan. Later werd dit de Limburgsche Brood-commissie die bleef bestaan tot 1920. Tijdens zijn burgemeesterschap in Nederweert hield hij zich bezig met ontginning van woeste gronden in zijn gemeente en was hij initiatiefnemer voor de oprichting van het waterschap De Oude Graaf waarvan hij tevens tot 1923 voorzitter was.
In 1919 solliciteerde Damen bij de Limburgse gouverneur Mr. Eduard Otto Joseph Maria van Hövell tot Westerflier op de vacature voor het burgemeesterschap van Geleen, dit ondanks dat deze gemeente met haar 4.000 inwoners kleiner was dan Nederweert. Door de geplande opening van de nieuwe Staatsmijn Maurits zat er veel groeipotentie in deze gemeente.
Bij Koninklijk Besluit Nr. 20 van 2 februari 1920 werd hij met ingang van 16 februari 1920 benoemd tot burgemeester van Geleen. Hij zou in deze gemeente ruim dertig jaar aanblijven als burgemeester. Na zijn aantreden zette hij zich in voor de bouw van een nieuw raadhuis. Dit werd gebouwd op een centraal gelegen locatie in een akkerland tussen de drie kernen van Geleen t.w. Lutterade, Krawinkel en Oud-Geleen. Gelijktijdig liet hij in het zichtveld van het nieuwe raadhuis zijn nieuwe ambtswoning bouwen. Op 11 november 1922 werd het raadhuis officieel in gebruik genomen. Op 1 januari 1926 werd de mijn Maurits, die al ruim 3 jaar in productie was, officieel geopend. Een jaar later ontving Damen koningin Wilhelmina vergezeld van haar echtgenoot prins Hendrik en haar dochter Juliana ter gelegenheid van een bezoek aan Geleen en de mijn.
Damen drukte een groot stempel op de ontwikkeling van Geleen tot een moderne stad. De akkers rond het raadhuis werden volledig volgebouwd en er kwamen complete nieuwbouwwijken zoals Lindenheuvel, Swentibold (Oude Kolonie), Hemelrijk en Kluis. Hij ijverde zich in het bijzonder voor de ontwikkeling van een nieuw centrum waarin zich veel middenstanders van buiten de gemeente vestigden.
In 1928 kreeg Damen en de Gemeente Geleen te maken met een plan van de Provincie Limburg om Geleen bij Sittard te voegen. De bevolking van Geleen en de burgemeester kwamen hiertegen hevig in verzet. Er werd een antiannexatieoptocht gehouden waarbij het protest tot uiting werd gebracht. Enkele maanden later werd de annexatie geannuleerd. Dit gebeuren heeft de relatie tussen de beide buurgemeenten lang onder druk gezet.
Na de machtsovername door de Duitsers in 1940 koos hij voor aanblijven omdat hij van mening was dat hij meer voor zijn burgers kon bereiken dan een eventuele Duitsgezinde vervanger. Op 5 oktober 1942 werd Geleen en de Maurits in de late avond per vergissing gebombardeerd door de geallieerden. Er vielen 36 brisantbommen en ruim 12.000 brandbommen. Hierbij waren 84 doden en 22 zwaar gewonden te betreuren en de schade aan de gebouwen en huizen in Geleen was enorm. Er werden circa 3.000 mensen dakloos. Een groot deel van het toch al met weinig historie bedeelde Geleen werd verwoest, ook veel van wat Damen in de eerste 20 jaar van zijn Geleense periode had opgebouwd. Na de oorlog is er nog discussie geweest of het aanblijven van Damen de juiste keuze is geweest, dit mede vanwege zijn houding in relatie met de Jodenvervolging in de gemeente door de Duitse bezetter.
Na een kortstondige ziekte overleed hij vrij onverwacht op 24 juni 1951 op 63-jarige leeftijd in het ziekenhuis van Weert. Zijn stoffelijk overschot werd overgebracht naar Geleen waar in de Augustinuskerk te Lutterade een H. Mis van Requiem werd gehouden. Hij werd diezelfde dag bijgezet in het familiegraf te Soerendonk.

## Nevenfuncties en onderscheidingen
In 1919 werd Damen gekozen als lid van Provinciale Staten voor de kieskring Weert. Deze functie zou hij, met enkele kleine onderbrekingen, blijven uitoefenen tot 1940 toen dit college door de Duitse bezetter werd opgeheven. Hij was voorzitter van de Algemene Nederlandse Politebond afdeling Limburg en hij was meerdere jaren lid van het hoofdbestuur van de Limburgse Land- en Tuinbouwbond (LLTB). Verder was hij bestuurslid van het Waterschap Geleen- en Molenbeek, voorzitter van de Raad van Bestuur van de Boerenleenbank te Lutterade en commissaris en later ondervoorzitter van de Raad van Commissarissen van de N.V. Provinciale Limburgse Electriciteits Maatschappij (PLEM). Ook fungeerde hij als gecommitteerde bij de eindexamens aan de Middelbare Handelsschool van het Bisschoppelijk College te Sittard.
In 1927 werd hij benoemd tot ridder en in 1950 tot Officier in de Orde van Oranje Nassau. Hij was drager van het Kruis van Verdienste van het Burgerwacht Instituut. Wegens zijn verdiensten voor de buitenlandse mijnwerkers in Geleen werd hij in 1932 onderscheiden met de versierselen in de Orde van de Witte Leeuw van Tsjecho-Slowakije en in 1934 als Ridder in de Orde van Sint-Sava.

## Trivia
- Het Burgemeester Damenpark in Geleen aan de Kummenaedestraat, voorheen Sportpark, werd naar hem vernoemd. In dit park vond van 1970 tot 1985 het Pinkpopfestival plaats.
- In Geleen-centrum werden straten vernoemd naar de voornamen van zijn moeder (Annastraat) en echtgenote (Elisabethstraat).

- International Standard Name Identifier: 0000 0003 9268 3154
- Nederlandse Thesaurus van Auteursnamen: 117397040
- Virtual International Authority File: 286772020
- WorldCat: E39PBJxmHxbBYxv7XQBy8gRVG3